# Stenus melanarius
Stenus melanarius är en skalbaggsart som beskrevs av Stephens 1833. Stenus melanarius ingår i släktet Stenus, och familjen kortvingar. Arten är reproducerande i Sverige.